# Racing Festival
Racing Festival é um evento de esportes a motor realizado pela RM Racing Events a partir de maio de 2010. O evento conta com duas categorias, sendo uma de automobilismo e uma de motociclismo.

## História

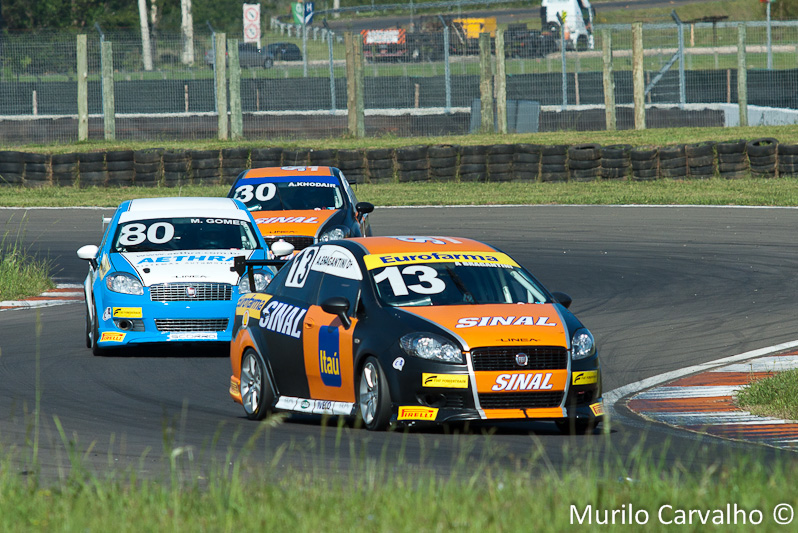
Ultima etapa do Trofeo Linea 2011 em Nova Santa Rita, RS.

O Racing Festival teve seu lançamento oficial realizado em setembro de 2009, com três categorias, sendo duas de automobilismo - monoposto e turismo - e uma de motociclismo.
Em 2011 aconteceu a estréia da categoria CB 300R, que serviria de categoria de acesso à 600 Super Sport.
Em 2012, no entanto, as categorias de motociclismo foram substituídas pela R1 GP 1000. No mesmo ano, o Trofeo Linea Fiat passou a ser chamado Copa Fiat e a categoria Fórmula Futuro, foi cancelada, devido a falta de apoio financeiro e de garantias de adesão de pilotos.

## Categorias
- Copa Fiat
- R1 GP 1000

### Extintas
- 600 Super Sport
- CB 300R
- Fórmula Future Fiat